# Marnay, Saône-et-Loire
Marnay là một xã ở tỉnh Saône-et-Loire trong vùng Bourgogne-Franche-Comté nước Pháp.
Sông Grosne chảy vào Saône ở xã này.

## Thông tin nhân khẩu
Theo điều tra dân số năm 1999, xã này có dân số 447 người.
Con số ước tính năm 2005 là 460 người.